# Bodiniel
Bodiniel – wieś w Anglii, w Kornwalii. Leży 70 km na północny wschód od miasta Penzance i 343 km na zachód od Londynu.